# ويكينومكس
ويكينوميكس: كيف يغير التعاون الجماعي كل شيء؟ هو كتاب من تأليف دون تابسكوت وأنثوني دي ويليامز، وقد نُشر لأول مرة في ديسمبر عام 2006. يستكشف الكتاب كيف استعانت بعض الشركات بالتعاون الجماعي (يسمى أيضاً إنتاج الأقران) وبالتقنية مفتوحة المصدر، مثل تقنيات الـ ويكي، من أجل أن تكون شركات ناجحة، وذلك في أوائل القرن الواحد والعشرين.قام كلاً من تابسكوت وويليامز بنشر كتاب تابع لكتاب ويكينوميكس، بعنوان «ماكرو ويكينوميكس: إعادة تشغيل الشركات والعالم»، الذي نُشر في الثامن والعشرين من سبتمبر عام 2010.

## المفاهيم
وفقاً لتابسكوت، الويكينوميكس قائم على أربعة أفكار: الانفتاح، والتناظر، والمشاركة، والتحرك عالمياً.الاستعانة بالتعاون الجماعي في البيئة الاقتصادية، في التاريخ الحديث، يمكن أن يُنظر إليه باعتباره امتداد لاتجاه الشركات إلى الاستعانة بالتعهيد: تجسيد أدوار الشركات الداخلية سابقاً في كيانات تجارية أخرى. لكن الفرق هو أنه بدلاً من جلب مجلس أعمال منظم ليقوم بوظيفة محددة، يعتمد التعاون الجماعي على وكلاء أحرار مستقلين يجتمعون معاً ويتعاونون على تحسين عملية محددة أو على حل مشكلة. هذا النوع من التعهيد يُشار إليه أيضاً بالتعهيد الجماعي أو حشد المصادر، لعكس ذلك الاختلاف. يمكن التحفيز على هذا من خلال نظام المكافآت، بالرغم من أنه غير مطلوب.
يناقش الكتاب أيضاً سبع نماذج جديدة للتعاون الجماعي، تتضمن:
- قران الإنترنت: على سبيل المثال، في صفحة 24، «موقع Marketocracy يوظف شكل من أشكال التناظر من خلال تمويل مشترك (رمز السهم: MOFQX) يستغل الذكاء الجمعي لمجتمع الاستثمار.بالرغم من أنه ليس مفتوح المصدر تماماً، إلا إنه مثال لكيفية تسرب بروتوكول النظير للنظير إلى ميدان الصناعة حيث الحكمة التقليدية فيه تفضل مستشار الأسهم اللامع والمنفرد».
- ساحات الأفكار: في صفحة 98 على سبيل المثال، تربط الخبراء بالأبحاث الغير محلولة ومشكلات التطوير.شركة «إنوسنتيف» مجموعة استشارية تلخص فكرة ساحات الأفكار.
- المستهلكين المحترفين: على سبيل المثال في صفحة 125، حيث تناقش هذه الصفحة لعبة الفيديو الإجتماعية سيكند لايف التي أُنشئت من قبل عملائها. عندما يكون المستهلكين منتجين أيضاً، ينتج عن هذا ظاهرة الـ: مستحرفين. (مستهلكين محترفين).
- السكندريين الجدد: هذه الفكرة تتعلق بالانترنت ومشاركة المعرفة.

الفصل الأخير كُتب بواسطة المراقبين، وفُتح المجال لتحريره في الخامس من فبراير عام 2007.

### قانون كواس
في فصل «العاصفة المثالية»، يعطي المؤلفان لمحة عامة عن الآثار الاقتصادية لهذا النوع من معاملات تصاريح الـ ويب 2.0. وفقاً للكاتبيَن، يضبط قانون كواس (انظر رونالد كوس) توسع المشروع:
سوف تتجه الشركة إلى التوسع حتى تصبح تكلفة تنظيم معاملة إضافية داخل الشركة مساوية لتكاليف تنفيذ نفس المعاملة في السوق المفتوحة.
لكن، بسبب أنماط الاستخدام المتغيرة لتقنيات الإنترنت، انخفضت تكلفة المعاملات بشكل كبير حيث يؤكد المؤلفان أنه من الأفضل أن يوصف السوق بعكس قانون كواسي: بحيث يكون:
سوف تتجه الشركة إلى التوسع حتى تصبح تكلفة تنفيذ معاملة إضافية في السوق المفتوحة مساوية لتكاليف تنظيم نفس المعاملة داخل الشركة.
و بالتالي، يعتقد الكاتبان أنه مع تكاليف الاتصال التي تنخفض بشكل كبير، فإن الشركات التي لا تغير من هياكلها الحالية ستنهار. والشركات التي تستفيد من التعاون الجماعي سوف تهيمن على الأسواق الخاصة بكلٍ منها.